# Gilbert Soury
Gilbert Soury, né le 7 octobre 1732 à Celloville où il est mort le 12 janvier 1810, est un prêtre français, inventeur de la « tisane des deux abbés », plus connue sous le nom de « jouvence de l'Abbé Soury ».

## Biographie

### Jeunesse
Fils de Jean Soury, un modeste rubanier, Soury est l'ainé de quatre frères d’une famille pauvre. Très tôt, l'abbé Nicolas Delarue, curé de Celloville et inventeur de remèdes réputé, remarque sa vive intelligence et fait de lui son apprenti. C'est alors qu'il l’instruit, lui enseigne le latin, l’initie à la connaissance des plantes médicinales et le dirige vers l’état ecclésiastique.
En 1764, il est ordonné prêtre, puis est nommé chapelain du prieuré de Saint-Adrien à Belbeuf. Il ne reste pas longtemps à Saint-Adrien et durant la même année, il est nommé chapelain de la chapelle Saint-Antoine, du château d'Alizay. En sa qualité de chapelain, il perçoit un revenu annuel de 962 livres. Il reste alors attaché pendant plus de 25 ans à la paroisse d'Alizay, dont il soigne les malades par les plantes. La mort de l’abbé Delarue, le 23 septembre 1780, le laisse dépositaire des lumières de ce dernier.

### Guérisseur
Au milieu du XVIIIe siècle, il crée une tisane composée de 11 plantes, qu'il nomme « tisane des deux abbés », en l'honneur de son maître, l'abbé Delarue. Elle a un but veinotonique, vasoconstrictrice et anti-inflammatoire. Le vendredi 11 novembre 1780, parait la première annonce des remèdes de l’abbé Soury dans le Journal de Rouen.

### Prêtre réfractaire
Lors de la Révolution française, opposé à la Constitution civile du clergé, il refuse de prêter le serment civique de 1793. Comme personne ne le dénonce, il peut ainsi rester, bien qu’insermenté, à Alizay, jusqu’à ce que des démarches entreprises pour que son traitement lui soit payé par le district de Louviers n’attirent sur lui l’attention des révolutionnaires. Alors qu'il célèbre la messe en l’église d’Alizay, des sans-culottes étrangers viennent l'arrêter et, le 16 octobre 1793, il est emmené à Évreux. Le 19 octobre suivant, il est interné à la maison des Ursulines.
Sa réputation de guérisseur le suit néanmoins jusqu'en prison et, le 13 janvier 1794, le vicaire de Fleury-sur-Andelle, interné en la maison du grand séminaire, demande à être envoyé aux Ursulines pour pouvoir le consulter. Sa renommée médicale s'étend au-delà de la prison et lui apporte la libération, lorsqu’un jour, il reçoit la visite du député révolutionnaire Robert Lindet, venu le consulter à propos d’un mal supposément incurable dont il est atteint. Le traitement que lui donne l'abbé se montre d'une grande efficacité. Le 20 janvier 1795, il est relâché par ordre du Comité de sûreté générale : « Vu les différentes pièces relatives au citoyen Soury, en arrestation à Évreux, le Comité arrête que le citoyen Soury sera sur le champ mis en liberté et les scellés levés s’ils ont été apposés ».
Redevenu libre, il se réfugie à Rouen où il reprend son ministère : il célèbre alors secrètement la messe dans l’arrière-boutique d’un confiseur, située au passage d’Étancourt, mais la municipalité de Rouen, inquiétée par le grand nombre de fidèles qui s’y rend, impose au prêtre réfractaire de quitter la ville. Il se retire alors dans sa maison natale de Celloville, où il donne des soins aux malades qui viennent de toute la France pour le consulter.
Selon les dires, ses dernières paroles, à sa mort, auraient été : « Dieu m’avait mis sur terre pour soulager les souffrances de mes semblables ». Après sa mort, la recette du remède se transmet dans sa famille de génération en génération. C'est ainsi qu'au XIXe siècle, elle est industrialisée par le pharmacien rouennais Magloire Dumontier, son arrière-petit-neveu. En 1951, l'Agence nationale de sécurité du médicament autorise la mise sur le marché du produit.